# صادق ورمزيار
صادق ورمزيار (بالفارسية: صادق ورمزیار) هو لاعب كرة الصالات ‏ ولاعب كرة قدم إيراني في مركز الدفاع، ولد في 21 مارس 1966 في إيران. شارك مع منتخب إيران لكرة القدم. أما مع النوادي، فقد لعب مع نادي استقلال طهران.

## وصلات خارجية
- صادق ورمزيار على موقع الاتحاد الدولي (مؤرشف)  (الإنجليزية)
- صادق ورمزيار على موقع قاعدة بيانات كرة القدم.إي يو (الإنجليزية)
- صادق ورمزيار على موقع ناشيونال فوتبول تيمز (الإنجليزية)